# BCC Lions
El BCC Lions es un club de fútbol de Nigeria que participa en la Nigeria Division One, la tercera liga de fútbol más importante del país. El club fue fundado en 1982 en la ciudad de Gboko y su nombre se debe a su principal patroconador, la Benue Cement Company.
Dominó en los inicios de la década de 1990, donde incluso ganó la Recopa Africana en una ocasión y fue finalista en otra, pero descendió en 1998, donde en seis años en la segunda categoría perdieron el apoyo financiero que tenían. El gobierno y otros patrocinantes aparecieron para revivir al equipo y regresarlo a la máxima categoría, pero las cosas salieron mal en lo deportivo y en la temporada 2008-09 bajaron al fútbol aficionado.

## Palmarés
- Liga Premier de Nigeria: 1

1994
- Copa de Nigeria: 4

1989, 1993, 1994, 1997
- Recopa Africana: 1

1990

## Participación en competiciones de la CAF
| Temporada | Torneo                            | Ronda            | Club               | Casa | Visita | Global      |
| --------- | --------------------------------- | ---------------- | ------------------ | ---- | ------ | ----------- |
| 1990      | Recopa Africana                   | 1                | Entente II         | 1-0  | 1-1    | 2-1         |
| 1990      | Recopa Africana                   | 2                | Diables Noirs      | 3-0  | 0-2    | 3-2         |
| 1990      | Recopa Africana                   | Cuartos de final | US Ouakam          | 3-1  | 1-0    | 4-1         |
| 1990      | Recopa Africana                   | Semifinales      | Desportivo Maputo  | 6-1  | 1-2    | 7-3         |
| 1990      | Recopa Africana                   | Final            | Club Africain      | 3-0  | 1-1    | 4-1         |
| 1991      | Recopa Africana                   | 1                | Dragons            | 3-0  | 0-2    | 3-2         |
| 1991      | Recopa Africana                   | 2                | Al Medina Trípoli  | 2-0  | 0-0    | 2-0         |
| 1991      | Recopa Africana                   | Cuartos de final | Dynamos FC         | 3-0  | 1-1    | 4-1         |
| 1991      | Recopa Africana                   | Semifinales      | ES Sétif           | 1-0  | 1-1    | 2-1         |
| 1991      | Recopa Africana                   | Final            | Power Dynamos FC   | 3-2  | 1-3    | 4-5         |
| 1994      | Recopa Africana                   | 1                | AS Fonctionnaires  | 2-1  | 0-0    | 2-1         |
| 1994      | Recopa Africana                   | 2                | NA Hussein Dey     | 2-0  | 2-0    | 4-0         |
| 1994      | Recopa Africana                   | Cuartos de final | DC Motema Pembe    | 2-1  | 2-4    | 4-5         |
| 1995      | Copa Africana de Clubes Campeones | 1                | AC Semassi FC      | 1-0  | 1-0    | 2-0         |
| 1995      | Copa Africana de Clubes Campeones | 2                | Orlando Pirates FC | 1-1  | 0-1    | 1-2         |
| 1998      | Recopa Africana                   | 1                | Dragons            | 3-0  | 0-3    | 3-3 (3-4 p) |

## Jugadores

### Jugadores destacados
| - Sam Addingi - Patrick Anosike - Sylvester Affiomah - Wilfred Agbonavbare - Amir Angwe - Tama Aondofar - Eloka Asokuh - Alum Aule - Toyin Ayinla - Clifford Cassidy - Imadu Dooyum | - Bolaji Douglas - Edema Fuludu - Sam Elijah - Louis Igwillo - Dominic Iorfa - Emmanuel Issah - Moses Kpakor - Terfa Kpakpor - Chibuzor Ndubueze - Justin Chidi Nnorom | - Aham Nwankwo - Shogbene Oshoff - Amaechi Ottiji - Felix Pilakyaa - Abdul Sule - Ben 'Surugede' Ugwu - Edward Weng - John Zaki - Emmanuel Mathias |